# الوحوش والرجال (فلم)
الوحوش والرجال (بالإنجليزية: Monsters and Men) هو فيلم درامي أمريكي صدر عام 2018 من تأليف وإخراج رينالدو ماركوس غرين. تم عرضه في قسم المسابقة الدرامية الأمريكية في مهرجان صاندانس السينمائي عام 2018. تم إصداره في 28 سبتمبر 2018 بواسطة شركة نيون.

## طاقم التمثيل
- جون ديفيد واشنطن في دور دينيس ويليامز
- أنتوني راموس في دور ماني أورتيجا
- كلفن هاريسون جونيور في دور زيريك
- روب مورغان في دور ويل موريس
- شانتيه ادامز في دور زوي
- نيكول بيهاري بدور ميشيل
- ياسمين سيفاس جونز بدور ماريسول أورتيجا
- كارا بونو في دور ستايسي
- كاساندرا فريمان بدور ليزا
- الملاك بيسمارك كورييل في دور جوشوا

## وصلات خارجية
- مقالات تستعمل روابط فنية بلا صلة مع ويكي بيانات